# Речник на Гьошо Колев
„Речникът на Гьошо Колев“ е ръкописен българо-гръцки речник, съставен въз основа на воденския говор в края на XIX век.
Автор на речника е свещеник Гьошо Колев от мъгленското село Лесково, който съставя ръкописа от 1875 до 1893 година. Колев учи в Негуш и Балджа и няма добра представа от високия литературен гръцки език, а владее народния гръцки език. Речникът е написан с гръцки букви и представя богата сбирка от лексикални особености на южномакедонската говорна област. Особена ценност има в това, че той не е свързан с никакъв книжовен източник и представя воденския диалект в автентична форма.